# Thomasin McKenzie
Thomasin Harcourt McKenzie, detta Tomo (Wellington, 26 luglio 2000), è un'attrice neozelandese.
È principalmente nota per il ruolo di Tom in Senza lasciare traccia (2018), Elsa in Jojo Rabbit (2019), di Eloise in Ultima notte a Soho (2021) ed Eileen Dunlop in Eileen (2023).

## Biografia
Thomasin Katherin Hellen Harcourt Mckenzie è nata a Wellington, in Nuova Zelanda, figlia dell'attrice Miranda Harcourt e del regista Stuart McKenzie. Ha una sorella e un fratello maggiore e una sorella minore, l'attrice Davida McKenzie; sua nonna è l'attrice Dame Kate Harcourt. Ha completato la sua istruzione presso la Samuel Marsden Collegiate School nel 2018.

### Carriera
Nel 2012 fa il suo debutto cinematografico, recitando assieme al fratello, nel film Existence diretto da Juliet Bergh. Nel 2015 interpreta Pixie Hannah nella soap opera a tema medico Shortland Street. L'anno seguente interpreta la protagonista nella serie per bambini Lucy Lewis Can't Lose.
Nel 2018 ottiene il riconoscimento della critica per la sua performance nella pellicola drammatica Senza Lasciare Traccia, in cui recita al fianco di Ben Foster. Grazie a questo ruolo si aggiudica il National Board of Review per la miglior performance rivelazione. Nel 2019 prende parte al film Netflix Il re nei panni di Filippa di Lancaster. Lo stesso anno recita al fianco di Scarlett Johansson nella pellicola Jojo Rabbit, con il quale ottiene una candidatura ai Critics' Choice Awards come miglior giovane interprete. L'anno seguente recita nella pellicola thriller Lost Girls. 
Nel 2021 prende parte alle pellicola Old, diretta da M. Night Shyamalan. Lo stesso anno ha un piccolo ruolo ne Il potere del cane ed è protagonista di Ultima notte a Soho, diretto da Edgar Wright, in cui recita al fianco di Anya Taylor-Joy. Nel 2022 è protagonista della miniserie televisiva Life After Life.. 
Nel 2023 è protagonista della serie comica noir australiana Totally Completely Fine, dove interpreta una giovane e problematica ventenne che eredita la casa del nonno e tutto ciò che ne consegue. Nel mese di dicembre dello stesso anno esce nei cinema inglesi e americani la pellicola drammatica Eileen (nei cinema italiani uscita a maggio 2024), tratta dal romanzo di Ottessa Moshfeg; dove la McKenzie recita, nel ruolo della protagonista, al fianco di Anne Hathaway. Da maggio a luglio 2023 Thomasin interpreta il ruolo principale per l'imminente horror psicologico di Mona Fastvold Self-Portrait. Negli stessi mesi l'attrice neozelandese ha dato conferma di partecipare al prossimo film d'animazione live-action di Andrew Niccol I, Object. A settembre dello stesso anno si è unita al cast della prossima commedia britannica in costume di Jim O'Hanlon Fackham Hall, scritta dal comico Jimmy Carr; le riprese si svolgono nella città di Liverpool. Sempre nel 2024 Thomasin è protagonista, insieme a Bill Nighy e James Norton, del film Netflix JOY - The Birth of IVF, basato sulla vera storia del primo bambino al mondo concepito da fecondazione in vitro, interpretando l'embriologa inglese Jean Purdy. 
Per il 2025 è stata confermata l'uscita di un musical incentrato sulla figura di Ann Lee, interpretata da Amanda Seyfried, fondatrice della setta Shakers, una delle più grandi società utopiche nella storia americana.

## Filmografia

### Attrice

#### Cinema
- Existence, regia di Juliet Bergh (2012)
- Lo Hobbit - La battaglia delle cinque armate (The Hobbit - The Battle of the Five Armies), regia di Peter Jackson (2014)
- The Changeover, regia di Miranda Harcourt e Stuart McKenzie (2017)
- Senza lasciare traccia (Leave No Trace), regia di Debra Granik (2018)
- Jojo Rabbit, regia di Taika Waititi (2019)
- Il re (The King), regia di David Michôd (2019)
- The Kelly Gang (True History of the Kelly Gang), regia di Justin Kurzel (2019)
- Lost Girls, regia di Liz Garbus (2020)
- Old, regia di M. Night Shyamalan (2021)
- The Justice of Bunny King, regia di Gaysorn Thavat (2021)
- Il potere del cane (The Power of the Dog), regia di Jane Campion (2021)
- Ultima notte a Soho (Last Night in Soho), regia di Edgar Wright (2021)
- Eileen, regia di William Oldroyd (2023)
- JOY - The Birth of IVF (Joy) , regia di Ben Taylor (2024)

#### Televisione
- Consent: The Louise Nicholas Story, regia di Robert Sarkies (2014) – film TV
- Shortland Street – soap opera, 28 episodi (2015)
- End of Term – serie TV, 12 episodi (2015)
- Bright Summer Night – serie TV, 2 episodi (2016)
- Jean, regia di Robert Sarkies (2016) – film TV
- The Cul De Sac – serie TV, 5 episodi (2017)
- Lucy Lewis Can't Lose – serie TV, 11 episodi (2017)
- Life After Life – miniserie TV, 4 episodi (2022)
- Totally Completely Fine – miniserie TV, 6 episodi (2023)

#### Cortometraggi
- A Long Beside, regia di Paul Marcus Wong (2014)
- The Boyfriend Game, regia di Alice Englert (2015)
- How Can I Help You, regia di Eliza Scalnen (2023)

## Riconoscimenti
- Critics' Choice Awards
  - 2019 – Candidatura al miglior giovane interprete per Senza lasciare traccia[8]
  - 2020 – Candidatura al miglior giovane interprete per Jojo Rabbit[4]

- Independent Spirit Awards
  - 2019 – Candidatura alla miglior attrice non protagonista per Senza lasciare traccia[9]

- National Board of Review
  - 2018 – Miglior performance rivelazione per Senza lasciare traccia[3]

## Doppiatrici italiane
Nelle versioni in italiano delle opere in cui ha recitato, Thomasin McKenzie è stata doppiata da:
- Emanuela Ionica in Jojo Rabbit; Eileen; JOY - The Birth of IVF
- Sara Labidi in Lost Girls; Ultima notte a Soho
- Veronica Benassi in Senza lasciare traccia
- Margherita De Risi ne Il potere del cane
- Joy Saltarelli in The Kelly Gang
- Luna Iansante in Old